# Tenley Albright
Tenley Emma Albright, później Gardiner i Blakey (ur. 18 lipca 1935 w Newton Centre) – amerykańska łyżwiarka figurowa startująca jako solistka. Jest mistrzynią olimpijską z Cortiny d’Ampezzo (1956), wicemistrzynią olimpijską z Oslo (1952), dwukrotną mistrzynią świata (1953, 1955) oraz pięciokrotną mistrzynią Stanów Zjednoczonych (1952–1956). Zakończyła karierę amatorską w 1956 roku.
Pierwsza Amerykanka, która zdobyła złoty medal olimpijski w łyżwiarstwie figurowym.
Brała udział w Zimowych Igrzyskach Olimpijskich w 1952 roku w Oslo oraz w 1956 roku w Cortinie d’Ampezzo. Na tych pierwszych zdobyła srebrny medal, na ostatnich – złoty (mimo kontuzji stopy). Wielokrotnie była też mistrzynią świata.
W latach 1962–1972 jej mężem był prawnik Tudor Gardiner, a w 1981 roku poślubiła Geralda Blakeley.

## Osiągnięcia
| Zawody                           | 1951           | 1952           | 1953           | 1954           | 1955           | 1956           |                |                |                |                |                |                |                |                |                |                |                |
| Międzynarodowe                   | Międzynarodowe | Międzynarodowe | Międzynarodowe | Międzynarodowe | Międzynarodowe | Międzynarodowe | Międzynarodowe | Międzynarodowe | Międzynarodowe | Międzynarodowe | Międzynarodowe | Międzynarodowe | Międzynarodowe | Międzynarodowe | Międzynarodowe | Międzynarodowe | Międzynarodowe |
| -------------------------------- | -------------- | -------------- | -------------- | -------------- | -------------- | -------------- | -------------- | -------------- | -------------- | -------------- | -------------- | -------------- | -------------- | -------------- | -------------- | -------------- | -------------- |
| Igrzyska olimpijskie             |                | 2              |                |                |                | 1              |                |                |                |                |                |                |                |                |                |                |                |
| Mistrzostwa świata               | 6              | WD             | 1              | 2              | 1              | 2              |                |                |                |                |                |                |                |                |                |                |                |
| Mistrzostwa Ameryki Północnej    | 3              |                | 1              |                | 1              |                |                |                |                |                |                |                |                |                |                |                |                |
| Krajowe                          |                |                |                |                |                |                |                |                |                |                |                |                |                |                |                |                |                |
| Mistrzostwa Stanów Zjednoczonych | 2              | 1              | 1              | 1              | 1              | 1              |                |                |                |                |                |                |                |                |                |                |                |

## Nagrody i odznaczenia
- Światowa Galeria Sławy Łyżwiarstwa Figurowego – 1976[3]
- Amerykańska Galeria Sławy Łyżwiarstwa Figurowego – 1976[4]